# Onagroideae
Sous-famille
Tribus de rang inférieur
- Circaeeae
- Epilobieae
- Gongylocarpeae
- Hauyeae
- Lopezieae
- Onagreae

Les Onagroideae sont une sous-famille de plantes à fleurs de la famille des Onagraceae. Le genre type est Onagra, un synonyme d’Oenothera.
C'est l'une des deux sous-familles d'Onagraceae, l'autre étant les Ludwigioideae.

## Liste des genres
La sous-famille comprend notamment les genres suivants:
- Camissonia
- Chamerion, synonyme d'Epilobium
- Circaea, les Circées
- Clarkia, les Clarkias
- Epilobium, les Épilobes
- Fuchsia, les Fuchsias
- Lopezia
- Oenothera, les Œnothères

## Publication originale
- W.L.Wagner & Hoch, Syst. Bot. Monogr. 83: 41 (2007).